# Mindo
 (juin 2012).
Si vous disposez d'ouvrages ou d'articles de référence ou si vous connaissez des sites web de qualité traitant du thème abordé ici, merci de compléter l'article en donnant les références utiles à sa vérifiabilité et en les liant à la section « Notes et références ».
Mindo est une région dans le nord de l'Équateur, à environ 80 km à l'ouest de Quito
La région comporte environ 2 500 habitants qui travaillent dans l'agriculture et le tourisme. La température de la zone varie entre 15 et 24 °C pendant toute l'année. La pluie est habituelle mais pendant les mois de juin et novembre le climat devient plus sec.
Mindo est particulièrement connu pour ses beautés naturelles qui appellent les amants de la nature attirés par la faune et flore uniques.

## Liens Externes
- Le meilleur Tour & Logement de Mindo